# Soldagem TIG
Soldadura TIG (sigla em inglês de Tungsten Inert Gas) é um processo de soldadura a arco elétrico entre um eletrodo não consumível de tungstênio e a peça de fusão com proteção gasosa, sobre a qual faz-se o acréscimo ou não de um metal de adição, normalmente na forma de um arame relativamente fino. O processo também é conhecido em inglês como Gas Tungsten Arc Welding (GTAW).

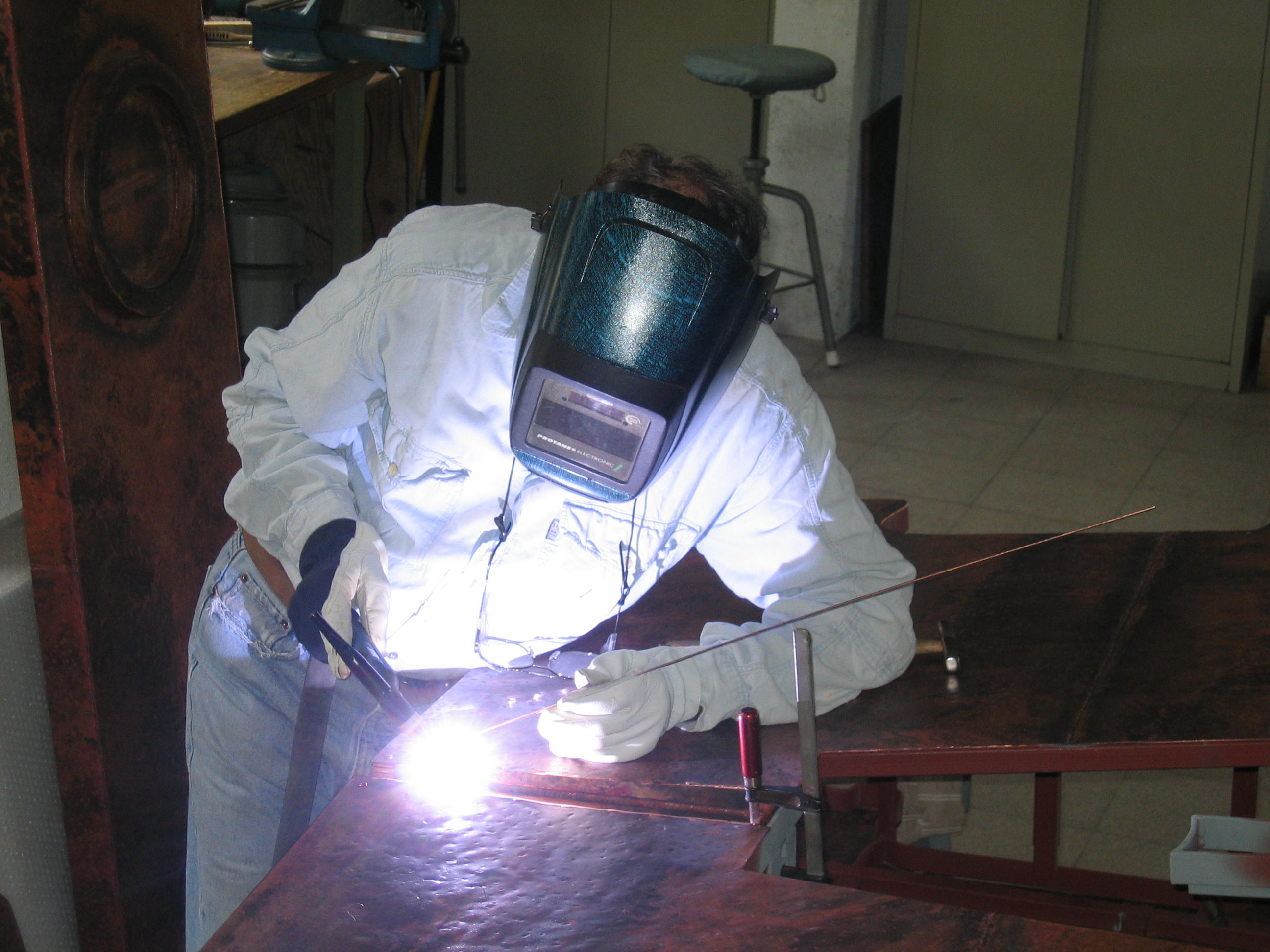
Artista belga Hubert Minnebo durante um processo de Soldagem TIG

## Desenvolvimento
A soldadura TIG é um processo de soldagem a arco eléctrico, criado entre um eletrodo não consumível de tungsténio e o material a soldar, envolto numa grande proteção gasosa. Essa proteção é constituída por um gás inerte - Hélio (He) ou Argon(Ar). Trata-se de um processo que surgiu da necessidade de processos eficientes de soldagem para materiais difíceis, como o alumínio e magnésio, principalmente na indústria aeroespacial e de aviação. Assim, com o seu aperfeiçoamento, surgiu um processo de alta qualidade e relativo baixo custo, de uso em aplicações diversas. Com o decorrer do tempo, este tipo de soldagem tornou-se popular, não deixando ao mesmo tempo, de ser caro e por isso, o gás hélio foi substituído pelo gás argônio como gás de proteção, por ser economicamente mais barato. O desenvolvimento da soldagem TIG foi completado em 1941 e ficou conhecido como processo 'Heliarc' ou "Tungsten Inert Gas", abreviado para processo TIG, isto porque o processo utilizava um eléctrodo de tungstênio e hélio como gás de proteção. O processo foi considerado "perfeito", quando se começou a utilizar corrente alternada com adição de alta frequência (HF), a partir da qual se conseguia um arco estável que permitia soldar ligas de alumínio e magnésio com perfeição e boa qualidade de soldagem.

## Operação
O processo manual de soldagem TIG é considerado um dos mais difíceis de todos os processos comuns utilizados pela indústria devido à necessidade de destreza do operador para manter um pequeno arco eléctrico e prevenir que o eletrodo não encoste com a peça de trabalho. A utilização das duas mãos dificulta ainda mais o processo (uma mão segura a tocha de soldagem, a outra, o arame do metal de adição). O Gás de proteção utilizado é o Argônio ou Hélio ou a mistura dos dois.
Observação: Diferentemente dos processos MIG/MAG, não existe soldagem com eletrodo de tungstênio em atmosfera não protetora, ou "gás ativo", logo, não existe o que seja um processo "TAG". A utilização de gás ativo no processo oxidaria antes de qualquer coisa o próprio eletrodo de tungstênio.

Processo TIG

## Aplicações
Largamente utilizado na indústria aeroespacial devido à alta qualidade da solda e em indústrias que utilizam materiais não ferrosos.
Indicado principalmente para peças pequenas e chapas finas que necessitam de uma soldagem mais precisa.

## Qualidade
A qualidade do processo TIG é excelente, possui um ótimo acabamento do cordão de solda e excelentes propriedades mecânicas para a perfeição na soldagem.

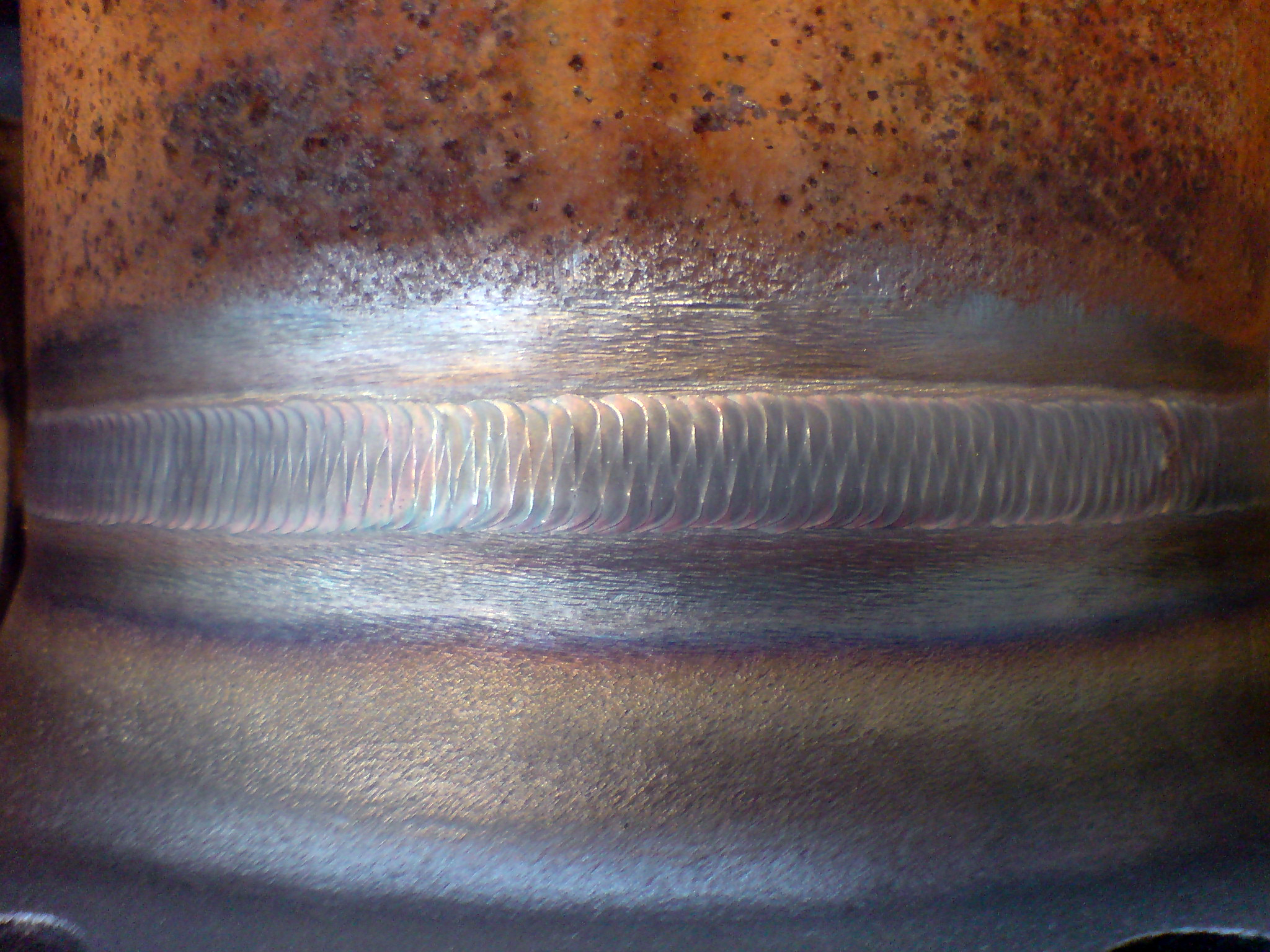
Cordão de Solda TIG

## Vantagens
- Produz soldas de qualidade superior, geralmente livres de defeitos, ótimas propriedades mecânicas e acabamento.
- Está livre dos respingos que ocorrem em outros processos a arco;
- Permite excelente controle na penetração de passes de raiz;
- Pode produzir excelentes soldagem autógenas (sem adição) a altas velocidades;
- Permite um controle preciso das variáveis da soldagem;
- Solda praticamente todos os metais industrialmente utilizados, inclusive metais dissimilares;
- Permite um controle independente da fonte de calor e do material de adição
- O processo pode ser automatizado

## Desvantagens
- Taxas de deposição inferiores com processos de elétrodos consumíveis;
- Há necessidade de maior destreza e coordenação do operador em relação ao SMAW e GMAW;
- É menos econômico que os processos de elétrodos consumíveis para espessuras a 10 mm;
- Há dificuldade de manter a proteção em ambientes turbulentos;
- Pode haver inclusões de tungstênio, no caso de haver contato do mesmo com a poça de soldagem;
- Pode haver contaminação da solda se o metal de adição não for adequadamente protegido;
- Vazamento no sistema de refrigeração pode causar contaminação ou porosidade (sopro) ou deflexão do arco, como em outros processos;

## Equipamento
Os equipamentos para soldagem manual são basicamente estes:
- Tocha de soldagem com eletrodo de tungstênio
- Fonte de energia
- Gás de proteção